# Bobov
Bobov (německy Bobow) je malá vesnice, část obce Malá Skála v okrese Jablonec nad Nisou. Nachází se asi 1,5 kilometru na severozápad od Malé Skály. Bobov leží v katastrálním území Sněhov o výměře 4,39 km².

## Historie
První písemná zmínka o vesnici pochází z roku 1543.